# Ругама, Леонель
Хосе Леонель Ругама (исп. José Leonel Rugama, 27 марта 1949 — 15 января 1970) — никарагуанский поэт, участник вооружённой борьбы СФНО против диктатуры Сомосы.
Был первым сандинистским руководителем Омара Кабесаса. Погиб в бою с национальной гвардии после налета на Национальный банк Манагуа.